# Linth (kanton)
Het kanton Linth was een kanton ten tijde van de Helvetische Republiek.
Na de bezetting van het Zwitserse Eedgenootschap door de Fransen van Napoleon Bonaparte in 1798 verklaarden verschillende heerschappen en met toenmalige kantons verbonden gebieden in Oost-Zwitserland zich tot zelfstandige kantons. Met de oprichting van de Helvetische Republiek werden deze verschillende gebieden verenigd in de kantons Linth en Säntis. Naar voorbeeld van de Franse departementen werden namen van rivieren (Linth) en bergen (Säntis) gebruikt voor de namen van de kantons.
Het kanton Linth werd op 4 mei 1798 gesticht. Het bestond uit de toenmalige kantons van Glarus en het bijbehorende onderdanengebied Werdenberg, toenmalige onderdanengebieden van Schwyz (Höfe, March, Einsiedeln) en Zürich (Sax), toenmalige heerlijkheden Uznach, Gaster, Sargans, de stad Rapperswil en Obertoggenburg, dat voorheen bij de vorstabdij van Sankt Gallen hoorde. De hoofdstad was eerst Glarus en later Rapperswil.
Het kanton Linth hield door de mediationsakte van Napoleon van 1803 op te bestaan. Het gebied werd opnieuw verdeeld over de kantons Schwyz (Höfe, March, Einsiedeln), Glarus en Sankt Gallen (Rapperswil, Uznach, Gaster, Sargans, Werdenberg, Sax, Obertoggenburg).
- Gemeinsame Normdatei: 4846813-7
- Historisch woordenboek van Zwitserland: 008632